# Мелецкий, Ян
Ян Мелецкий (1501—1561) — государственный и военный деятель Польского королевства, ротмистр подольский (1526—1534), воевода подольский (1547—1561), маршалок великий коронный (1556—1561), каштелян чехувский (1535) и вислицкий (1540), староста хмельницкий и гродецкий.

## Биография
Представитель польского дворянского рода Мелецких герба «Гриф». Старший сын каштеляна поланецкого и завихостского Станислава Мелецкого (? — 1532) и Эльжбеты Тенчинской (ум. до 1533). Младшие братья — староста завихостский Станислав (ум. 1533/1535), каштелян краковский Себастьян (ум. 1575) и подкоморий сандомирский Валериан (ум. 1553).
В июне 1531 года Ян Мелецкий принял участие в войне против Молдавского княжества, сражался в составе 6-тысячного войска под предводительством гетмана великого коронного Яна Амора Тарновского, командуя отрядом из 500 человек. Был отправлен Яном Тарновским на захват Покутья, позднее участвовал в битве под Обертыном.
В 1535 году Ян Мелецкий участвовал в походе польского контингента под командованием Яна Амора Тарновского на Северскую землю, где принимал участие во взятии Стародуба и Гомеля.
В 1537 году вместе с каштеляном белзским Николаем Сенявским одержал победу над крымскими татарами под Паньковцами.
В 1547 году Ян Мелецкий получил должность воеводы подольского, а в 1556 году был назначен маршалоком великим коронным.
В сентябре 1557 года Ян Мелецкий командовал 20-тысячной польской армией в таборе под Пасвалисом перед Ливонской войной с Русским государством.

## Семья
Был женат на Анне Коле (ум. 1574), дочери каштеляна галицкого и гетмана польного коронного Яна Кола (ум. 1543) и Маргариты из Балинец. Дети:
- Николай Мелецкий (ок. 1540—1585), секретарь королевский (1557), дворянин королевский (1562), каштелян войницкий (1568), воевода подольский (1570—1585), гетман великий коронный (1575—1579), староста сандомирский, новокоржинский, гродецкий, хмельницкий и долинский.